# Adriano De Vincentiis
Adriano De Vincentiis (né en janvier 1971 à Teramo) est un dessinateur de bandes dessinées italien et un story-boarder pour le cinéma classique et d'animation.

## Biographie
Adriano De Vincentiis étudie le dessin dans une école d'art de sa région natale des Abruzzes. Il publie sa première bande dessinée, Koshka, en 1993, traduite en Espagne, en Belgique, en France et dans la revue Heavy Metal aux États-Unis.
Aux États-Unis, il travaille, à partir de 1997, comme story-boarder pour les studios Dreamworks.
Il a notamment travaillé sur les séries Sophia (T1 : Passé trouble - 2004) et Succubes (T2 : Roxelane).